# Laubenberg (Grünenbach)
Laubenberg (westallgäuerisch: Lumbərg) ist ein Gemeindeteil der Gemeinde Grünenbach im bayerisch-schwäbischen Landkreis Lindau (Bodensee).

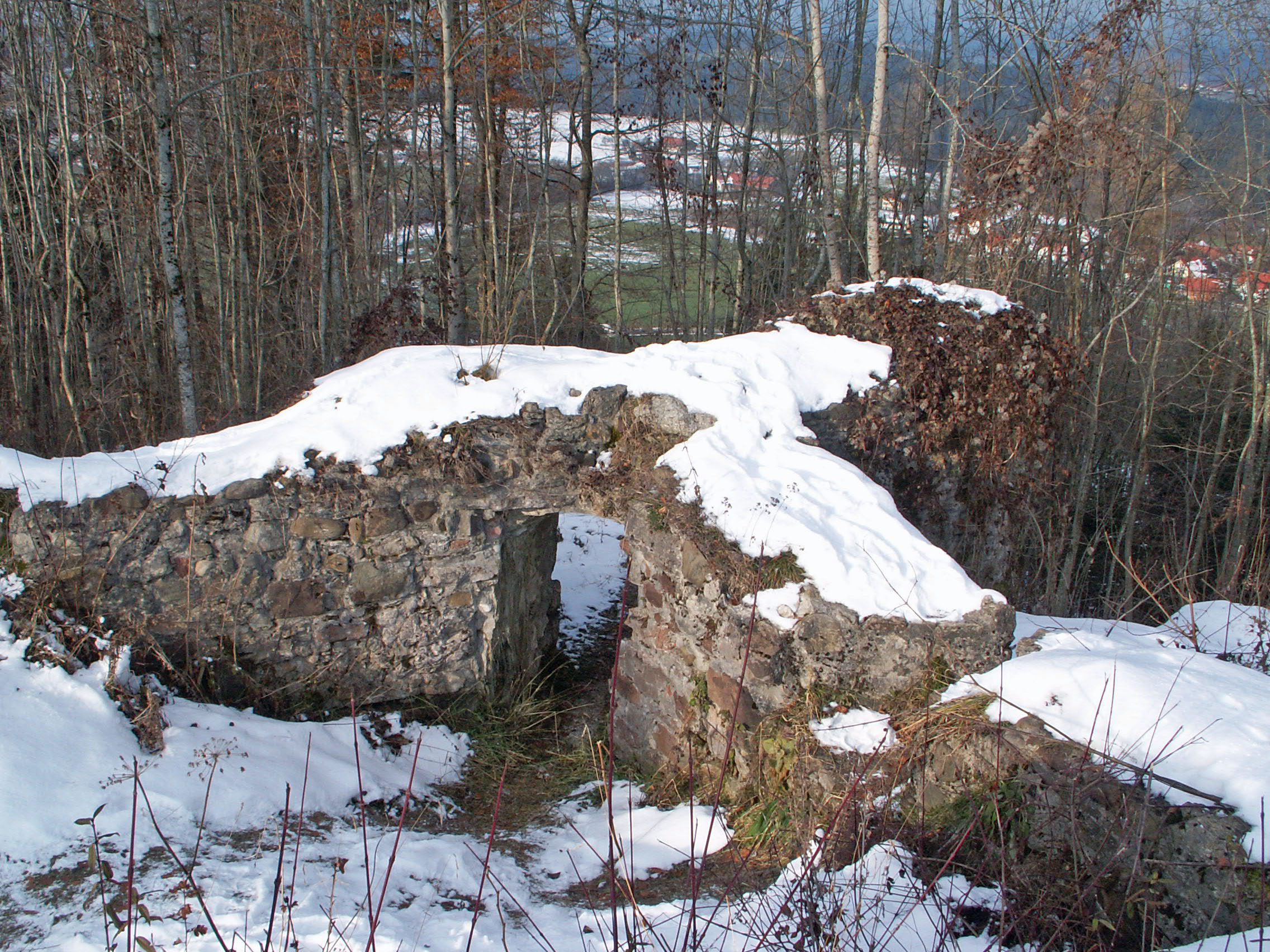
Ruine Altlaubenberg

## Geographie
Der Weiler liegt am Berg Laubenberg rund ein Kilometer südlich des Hauptortes Grünenbach und zählt zur Region Westallgäu. Der Weiler wird auch in Ober- und Unterlaubenberg unterschieden.

## Ortsname
Der Ortsname setzt sich aus dem mittelhochdeutschen Wort loube für Laube oder Waldlichtung sowie dem Grundwort -berg zusammen.

## Geschichte
Vermutlich im 12. Jahrhundert wurde die Burg Alt-Laubenberg erbaut. Laubenberg wurde erstmals im Jahr 1241 mit dem gleichnamigen Adelsgeschlecht als Loubinberch erwähnt. 1773 fand die Vereinödung in Laubenberg statt. Laubenberg gehörte einst der Herrschaft Hohenegg und dem Gericht Grünenbach an.

## Baudenkmäler
- Siehe: Liste der Baudenkmäler in Laubenberg